# Shirley Zwerus
Shirley Zwerus (Zandvoort, 22 mei 1946) is een Nederlandse zangeres en pianiste.

## Jeugd
Als kleuter volgde Zwerus al klassieke pianolessen en op zevenjarige leeftijd trad ze al op in het kindercircus. In 1956 maakte zij haar tv-debuut in de Johnny en Rijk show. Ze speelde en zong Little things mean a lot. Datzelfde jaar speelde ze als soliste in het Haarlems Concertgebouw. 

## Carrière
Haar muzikale loopbaan begon in 1958 toen ze haar eerste single uitbracht; Maar ondanks dat (ben jij mijn lieve schat), een duet met Godert van Colmjon, de jongste helft van het duo The Butterflies, met wie ze in het begin van haar carrière nauw samenwerkte. Haar platenmaatschappij bombardeerde haar tot de Nederlandse Conny Froboess. Zwerus' begeleidingsgroep in de jaren 1958–1961 was The Rhythm Stars o.l.v. Loek Burgemeester.
In 1961 zong ze het lied Spaar me voor een reclameplaatje van de Rijkspostspaarbank en de Zilvervloot.
In 1964 maakte Zwerus deel uit van het winnende team van het Knokke-festival. Met het liedje Blijf bij mij deed zij in 1965 mee aan het Nationale Songfestival. Andere deelnemers dat jaar waren Gert Timmerman, Conny Vandenbos, Trea Dobbs en Ronnie Tober. 
Een deejay van het Amerikaanse radiostation WWRI vond haar single Big Boss Man zo goed, dat ze naar de Verenigde Staten ging. In Los Angeles nam ze een elpee op en werd ze verliefd op haar producer. Met hem zou ze ook in huwelijk treden. Het huwelijk liep op de klippen en in 1976 keerde ze terug naar Nederland. Na haar terugkeer uit Amerika ontmoette ze platenproducer Jaap Eggermont. Dit resulteerde in een hitnotering in de Top 40 en de Nationale Hitparade in 1977 met It's Me. Voor deze single kreeg ze ook een Edison. De opvolger van It's Me was Nothing Has Changed. Deze plaat bracht het niet verder dan een tipnotering. Zwerus bracht de LP Making Love Is Good For You uit, met daarop de single The Light I Wanna Be. 
Easy Livin', een 'cover' van de rockband Uriah Heep, was haar laatste Engelstalige single. In 1981 scoorde ze haar laatste hit met het Nederlandstalige Heel Even, een 'cover' van het Italiaanse Ancora uit 1981 (Festival di Sanremo), tekst Franco Migliacci, muziek Claudio Mattone, in San Remo uitgevoerd door Eduardo De Crescenzo, en in 2015 weer afgestoft door het Italiaanse zangtrio Il Volo. In 1996 nam Zwerus de single Heel Even nogmaals op met Gerard Joling. Het bereikte de 40e plaats in de Mega Top 50.
Zwerus zong het thema van de tv-soap Morgen krijg je spijt. Dat werd zowel geschreven als gecomponeerd door Hans van Eijck. 
Ten behoeve van de dubbel-cd voor Appelsientje nam Zwerus nog een stuk op met het orkest van Harry van Hoof. De AVRO nam in samenwerking met Conamus een special met o.a. Zwerus op, het thema was Mooi Van Een Ander. De muziek verscheen ook op cd. 
Sinds 1996 woont ze in Spanje.

## Nederlandse Top 40
| Single met eventuele hitnotering(en) in de Nederlandse Top 40 | Datum van verschijnen | Datum van binnenkomst | Hoogste positie | Aantal weken | Opmerkingen                                                                          |
| ------------------------------------------------------------- | --------------------- | --------------------- | --------------- | ------------ | ------------------------------------------------------------------------------------ |
| Big Boss Man                                                  |                       | 17-08-1967            | tip19           | -            |                                                                                      |
| It's Me                                                       |                       | 02-04-1977            | 13              | 7            |                                                                                      |
| Nothing Has Changed                                           |                       | 13-05-1978            | tip20           | -            |                                                                                      |
| The Light I Wanna Be                                          |                       | 19-08-1978            | tip3            | -            |                                                                                      |
| Easy Livin'/It's the Only Way                                 |                       | 14-06-1980            | tip9            | -            |                                                                                      |
| Heel even                                                     |                       | 26-09-1981            | 24              | 5            |                                                                                      |
| Een kind een kind                                             |                       | 10-04-1982            | tip18           | -            | met Alexander Curly, Willem Duyn, Lenny Kuhr, Bonnie St. Claire en Dimitri van Toren |
| Heel even                                                     |                       | 13-01-1996            | tip9            | -            | met Gerard Joling                                                                    |

## NPO Radio 2 Top 2000
| Nummer met noteringen in de NPO Radio 2 Top 2000 | '99  | '00-'01 | '02  | '03  | '04  | '05  |
| ------------------------------------------------ | ---- | ------- | ---- | ---- | ---- | ---- |
| Heel even                                        | 1162 | -       | 1895 | 1727 | 1942 | 1875 |

1. ↑  Een '-' betekent dat het nummer niet was genoteerd en een vetgedrukt getal geeft de hoogste notering aan.
2. ↑  Deze tabel is bijgewerkt tot en met de laatste editie (2024).

## Trivia
- De single Bach Bijvoorbeeld was jarenlang de vaste tune van Willem Duys radioprogramma Muziekmozaïek.
- Zwerus werkte voor de beroemde Stigwood Organisation.
- In Engeland had ze haar eigen tv-show.